# Murauchi-Kunstmuseum
Das Murauchi-Kunstmuseum (jap. 村内美術館, Murauchi Bijutsukan) befindet sich in Hachiōji, Präfektur Tokio. Das Kunstmuseum beherbergt vorwiegend französische Malerei des 19. und beginnenden 20. Jahrhunderts.

## Geschichte
Begründer des Museums war der Unternehmer Murauchi Michimasa, der mit einer Möbelfabrik sein Vermögen erzielte. Die Sammlung des Museums spiegelt den persönlichen Geschmack von Murauchi, der über die Jahre vor allem Werke der Schule von Barbizon zusammen trug. Hierin unterscheidet sich die Sammlung von anderen privat gegründeten japanischen Kunstmuseen, deren Schwerpunkt bei westlicher Kunst, meist auf Werken des Impressionismus oder bei moderner Kunst liegt. Mit der Eröffnung des Museums im November 1982 machte Murauchi Michimasa seine Privatsammlung der Öffentlichkeit zugänglich.

## Sammlung

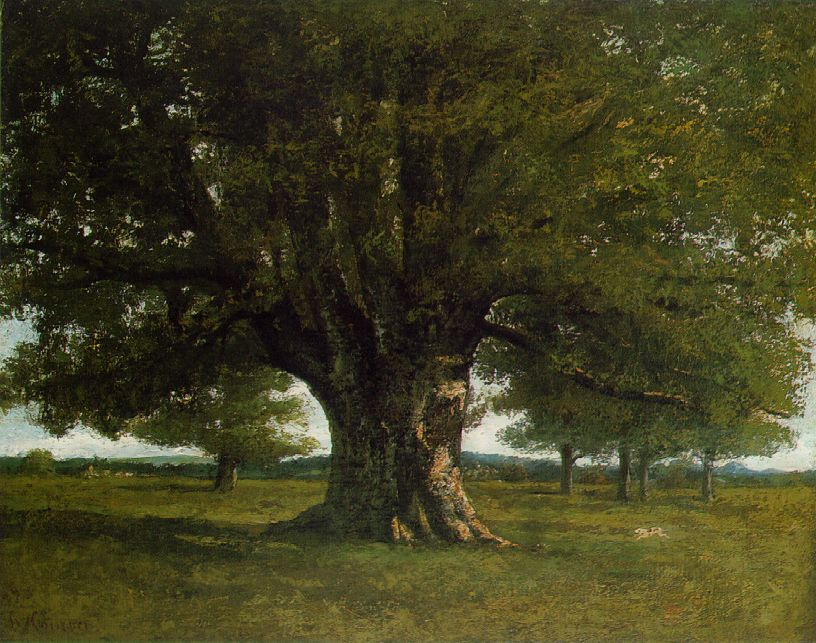
Gustave Courbet: Le Chêne de Flagey (dt. "Die Eiche von Flagey"), 1864

Bis auf wenige Ausnahmen zeigt das Museum ausschließlich Werke französischer Künstler. Besonders umfangreich ist der Bestand mit Arbeiten der Künstler der Schule von Barbizon. Beispiele hierfür sind die Gemälde Flusslandschaft, Wald von Fontainebleau, Kühe am Fluss im Wald von Fontainbleu und Sonnenuntergang bei Barbizon von Théodore Rousseau, sowie Die Schleuse von Optevoz, Am Ufer der Cure, Dorf bei Bonniere und Die Kiesgrube von Valmondois von Charles-François Daubigny. Ebenso gehören La Maison Cabassud, Ville d'Avray, Junge mit seiner Ziege spielend, Ebene mit kleiner Schleuse, Flötenspieler am Albaner See und La Midouze von Jean-Baptiste Camille Corot zu dieser Gruppe. Von Corot besitzt das Museum zudem das Porträt der Mademoselle Delalain.
Der für seine bäuerlichen Szenen bekannte Jean-François Millet ist im Museum mit den pastoralen Bildern Ziegenmädchen aus der Auvergne, Schäfer auf einen Stock lehnend und Zwei Schäferinnen beim Feuermachen vertreten. Darüber hinaus besitzt das Museum von Millet ein Porträt seiner Frau und ein Porträt Antoinette Hebert vor dem Spiegel. Typische Landschaftsbilder der Schule von Barbizon sind zudem Der Rückweg von Constant Troyon, Schafherde am Fluss von Charles Emile Jacque sowie Sturm, ein Abend im Herbst und Der Handwagen von Jules Dupré.
Bei den Gemälden von Gustave Courbet in der Sammlung des Museums dominieren ebenfalls Landschaftsdarstellungen. So ist neben einem Gemälde der Serie Meereswelle in zwei Bildern eine Waldlandschaft mit Hirschen und in zwei Bildern eine ländliche Szenerie mit Baummotiven zu sehen. Daneben gibt es von Courbet die Gemälde Liebende auf dem Land und Frau im Ruderboot.
Zwei arkadische Motive finden sich in den Bildern von Narcisso Virgilio Díaz de la Peña. Neben einem Porträt Margueritte zeigt das Museum Diana und ihre Gefährtinnen von diesem Künstler. Von dem für seine ironischen Tierdarstellungen bekannten Maler Alexandre-Gabriel Decamps zeigt das Museum einen Affenfriseur. Deutlich von der akademischen Malerei geprägt sind hingegen das Blumenfestival von Adolphe Monticelli und William Adolphe Bouguereaus Porträt der Marquise Montholon.
Ungleich kleiner ist der Bestand an impressionistischer Malerei. So gibt es von  Eugène Boudin eine typische Strandszene und von Camille Pissarro mit Ebene von Eragny mit Heuhaufen eine ebenso charakteristische Landschaftsdarstellung. Eher ungewöhnlich ist das dem Frühwerk des Künstlers zuzuordnende Porträt eines jungen Mannes von Edgar Degas. Mit den Spätwerken Gitarrespielerin und Gabrielle mit Jean Renoir und einem Mädchen ist Pierre-Auguste Renoir im Museum vertreten. Zudem gibt es mit Mädchen mit rotem Hut ein Porträt von Mary Cassatt. Beispiele für die nachfolgenden Künstlergenerationen sind Arbeiten von Marc Chagall, Marie Laurencin und Moise Kisling.
Koordinaten: 35° 40′ 46″ N, 139° 20′ 11,9″ O